# 가와시리역
가와시리역(일본어: 川尻駅)은 일본 구마모토현 구마모토시 미나미구에 있는 규슈 여객철도 가고시마 본선의 역이다. 단선과 섬식이 합쳐진 복합 구조의 철도 역사이다. 우토역부터 가고시마 본선 경유로 미스미 선의 열차도 상호 운행하고 있어, 이용이 가능하다

## 타는 곳
| 1 | ■ 가고시마 본선 | (하행)    | 야쓰시로 방면          |
| 1 | ■ 미스미 선     |           | 미스미 방면            |
| 2 | 사용 정지       | 사용 정지 | 사용 정지              |
| 3 | ■ 가고시마 본선 | (상행)    | 구마모토 · 오무타 방면 |

## 이용 현황
| 연도 | 하루 평균 인원 | 증가율 |
| 2001 | 1,262          |        |
| 2002 | 1,257          | -0.4%  |
| 2003 | 1,227          | -2.4%  |
| 2004 | 1,183          | -3.6%  |
| 2005 | 1,181          | -0.2%  |
| 2006 | 1,161          | -1.7%  |
| 2007 | 1,163          | 0.2%   |
| 2008 | 1,141          | -1.9%  |
| ---- | -------------- | ------ |

## 역 주변
- 구마모토 공예회관
- 국도 제3호선

## 인접 정차역
| 규슈 여객철도 가고시마 본선 | 규슈 여객철도 가고시마 본선 | 규슈 여객철도 가고시마 본선 |
| --------------------------- | --------------------------- | --------------------------- |
| 니시쿠마모토 아라오 방면    | ■ 보통                      | 도미아이 야쓰시로 방면      |